# Col de Montgenèvre
El col de Montgenèvre es un puerto de montaña en los Alpes franceses que culmina a 1850 m,  entre el macizo de los Cerces y el macizo de Queyras. Toma su nombre del pueblo de Montgenèvre.
Conecta la ciudad francesa de Briançon con la italiana de Cesana Torinese, pero queda completamente del lado francés de la frontera, ubicada a 2,4 km.

## Historia

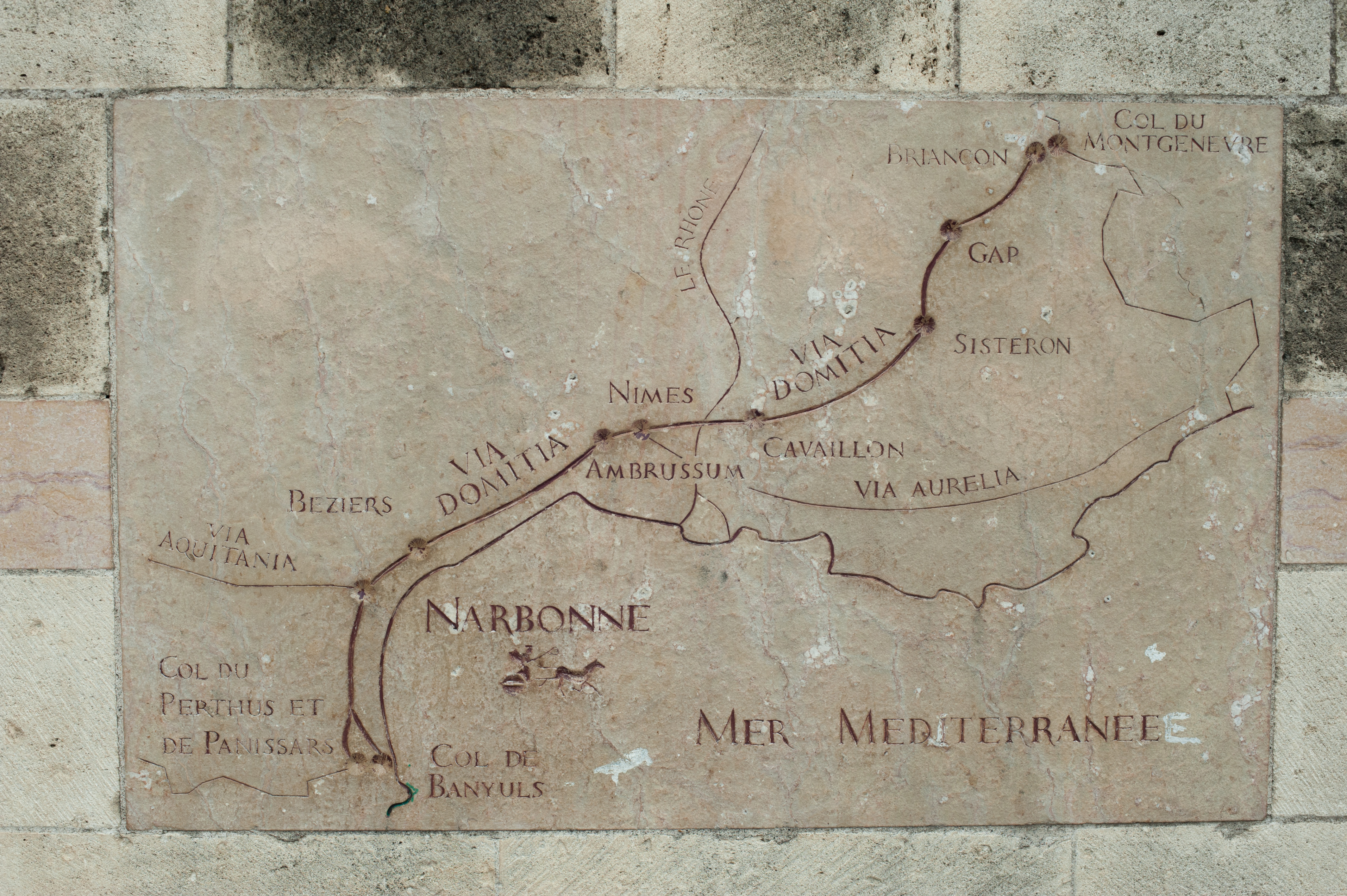
La ruta antigua de la Via Domitia, en una placa moderna colocada en Narbonne, también en la ruta de esta calzada romana.

En época romana, el col de Montgenèvre estaba atravesado por la calzada romana que conectaba Piacenza con Nîmes (vía Placentia-Nemausus per Cotti Regnum ), cuyo desarrollo se llevó a cabo hacia el 3 a. C. (o 2). por Cotcio, hijo de Donnus, rey de Susa. Se le había confiado el mando de doce ciudades (tribus) llamadas por este motivo "cottiennes" por el emperador Augusto a quien había ayudado durante la conquista romana de los Alpes. Era el paso más conveniente que conectaba Piedmont con el valle del río Durance. En un marcador que probablemente data del reinado de Trajano, se califica como via ex Italia per Alpem Cottiam en provinciam Narbonensem, o camino desde Italia a través de los Alpes cottianos hasta la provincia de (Galia) Narbonense. En Briançon se separaba de otra ruta que unía con Grenoble por el col del Lautaret y el valle del río Romanche y desde allí a Vienne y a Lugdunum (Lyon), la capital de las Tres Galias.
El paso de Montgenèvre es uno de las posibles puertos por donde Aníbal Barca habría atravesado los Alpes.
Este camino estaba en la continuidad de la calzada romana construida en el Languedoc por iniciativa del cónsul Cneo Domicio Ahenobarbo en el 121 a. C. y por lo tanto conocida como Via Domitia. Desde la década de 1990, estas rutas son objeto de un proyecto de promoción patrimonial que les ha valido la calificación de "ruta internacional" y que extendió a todo su recorrido en Francia el nombre de "camino Domiciano". Este nombre ha sido generalizado por las oficinas de turismo de los municipios atravesados. Summae Alpes y mencionado en la mesa de Peutinger.
Un ramal francés de la via Francigena, ruta de peregrinaje a Roma, pasa por este paso y se une a la ruta principal en Santhià en Italia.

## Ciclismo

### Tour de Francia
El col de Montgenèvre ha sido atravesado diez veces por el Tour de Francia. Se ha clasificado alternativamente 1st o 2nd categoría. En 1976, la etapa finalizó en la parte superior del puerto. En 1996, el pelotón subió el puerto dos veces, con un día de diferencia, por el lado francés y luego por el lado italiano. Estos son los corredores que cruzaron en primer lugar el puerto:
- 1949: Gino Bartali]  Italia
- 1952: Fausto Coppi  Italia
- 1956: Valentin Huot Francia
- 1966: Julio Jiménez  España
- 1976: Joop Zoetemelk  Países Bajos
- 1992: Richard Virenque  Francia
- 1996: Bjarne Riis  Dinamarca
- 1996: Richard Virenque  Francia
- 1999: Richard Virenque  Francia
- 2011: Sylvain Chavanel  Francia

### Giro de Italia
El cruce de este paso estaba originalmente previsto para la 20.ª etapa del Giro 2020, pero fue cancelado debido a las nuevas medidas contra COVID-19, que prohibían el paso a Francia.